# Trimbak
Trimbak là một thành phố và là nơi đặt hội đồng đô thị (municipal council) của quận Nashik thuộc bang Maharashtra, Ấn Độ.

## Địa lý
Trimbak có vị trí 19°56′B 73°33′Đ / 19,93°B 73,55°Đ Nó có độ cao trung bình là 720 mét (2362 feet).

## Nhân khẩu
Theo điều tra dân số năm 2001 của Ấn Độ, Trimbak có dân số 9804 người. Phái nam chiếm 52% tổng số dân và phái nữ chiếm 48%. Trimbak có tỷ lệ 73% biết đọc biết viết, cao hơn tỷ lệ trung bình toàn quốc là 59,5%: tỷ lệ cho phái nam là 80%, và tỷ lệ cho phái nữ là 65%. Tại Trimbak, 14% dân số nhỏ hơn 6 tuổi.